# هیبت جهان خانملو
هیبت جهان خانملو یک روستا در ایران است که در دهستان انجیرلو  و بخش انجیرلو واقع شده‌است. هیبت جهان خانملو ۱۱۲ نفر جمعیت دارد.